# Hanna Obarska-Pempkowiak
Hanna Obarska-Pempkowiak – profesor Politechniki Gdańskiej.

## Działalność dydaktyczna i naukowa
W 2002 uzyskała tytuł profesora nauk technicznych. Od 2006 profesor zwyczajny oraz kierownik Katedry Technologii Wody i Ścieków na Wydziale Inżynierii Lądowej i Środowiska Politechniki Gdańskiej. W latach 2004–2008 pełniła funkcję Prodziekana ds. Nauki. W 2012–2016 przewodnicząca Uczelnianej Komisji Wyborczej. Jest członkiem Wydziałowej Komisji ds. Przewodów Doktorskich oraz Wydziałowej Komisji ds. Rozwoju Kadry.
Zakres jej badań związany jest z zagadnieniami wykorzystania chemicznych i biologicznych metod oczyszczania wód i ścieków ze szczególnym uwzględnieniem technologii hydrofitowej. Zajmuje się również procesem samooczyszczania gruntów z substancji organicznej, w tym dyfuzją i respiracją tlenu, ochroną wód powierzchniowych, utylizacją osadów ściekowych i rozmieszczeniem metali ciężkich w środowisku.
Autorka oraz współautorka 350 publikacji. Jej indeks Hirsha wynosi 11. Założycielka szkoły inżynierii ekologicznej na Politechnice Gdańskiej i ogólnie w Polsce. Jest autorką czterech monografii poświęconych temu zagadnieniu, które opisują zasady projektowania i eksploatacji urządzeń do oczyszczania ścieków z wykorzystaniem roślin wodnych i wodolubnych tzw. hydrofitów.
Członek PZITS, Gdańskiego Towarzystwa Naukowego, International Water Association Specialist Group on Use of Macrophytes in Water Pallution Control – członek honorowy, współpraca w ramach „Science for Peace” z North Atlantic Treaty Organization (NATO), członek Prezydium w Komitecie Inżynierii Środowiska, członek Komisji Gospodarki Wodnej Delty Wisły oddział PAN w Gdańsku, członek Komitetu Naukowego Środkowopomorskiego Towarzystwa Naukowego Ochrony Środowiska, członek Rady Programowej Rocznika Ochrony Środowiska, członek Komitetu Redakcyjnego Journal of Water Land Development.
Brała czynny udział w pozyskiwaniu i realizacji projektów badawczych oraz doprowadziła do kilkudziesięciu wdrożeń technologii hydrofitowej w gospodarce komunalnej. Uzyskała wyróżnienie Naczelnej Organizacji Technicznej i Federacji Stowarzyszeń Naukowo-Technicznych w konkursie Mistrz Techniki 2010/2011, za wdrożenie i promocję „Inżynierii ekologicznej na przykładzie przydomowych oczyszczalni ścieków”.

## Nagrody i odznaczenia
- Srebrny Krzyż Zasługi (1998)[3]
- Medal Komisji Edukacji Narodowej
- Krzyż Kawalerski Orderu Odrodzenia Polski (2004)[4]
- 35 nagród Rektora Politechniki Gdańskiej[1]